# Mirabai
Mirabai (hindi: मीराबाई; gujarati:મીરાબાઈ; telugu: ಮೀರಾಬಾಯಿ; bengali: মীরাবাঈ; tâmil: மீராபாய் ) (1498-1547) (outras transliterações Meera; Mira; Meera Bai) foi a mais importante poetiza hindu da Índia medieval e juntamente com Tulsidas uma das grandes responsáveis pelo desenvolvimento do idioma hindi moderno, especialmente do dialeto rajastani. Seus poemas e canções, apesar de forte apelo popular, são tema de estudos acadêmicos e de debates entre eruditos hindus da atualidade, dada a importância histórica e literária de sua obra.
Seus poemas e canções, denominados bhajans fazem parte da tradição religiosa denominada bhakti, ou do amor devocional, dirigido principalmente a Krishna. Juntamente com Tukaram, Kabir, Guru Nanak, Tulsidas, Ramananda e Caitanya, Mira é considerada um dos expoentes da tradição hindu de bhakti. 
Mira nasceu como uma nobre (da casta dos xátrias), no Rajastão e fazia parte de um dos mais importantes clãs locais, os Rajputs. Ela casou-se com o príncipe Bhoj Raj e se tornou a rainha de Chittor, a cidade estado tida como a mais importante de todo Rajpur.
A sua imensa devoção por Krishna a fez desposá-lo em segredo e com a morte de seu esposo ela se recusou a cometer sati. Essa atitude fez com que o regente do trono passasse a perseguir Mira, tramando por sua morte e tentando levá-la a cabo por algumas vezes. 
Mira abandou a corte e passou a peregrinar pelos locais sagrados ligados à vida de Krishna, tais como Mathura, Vrindavana e Dwarka, compondo os seus poemas e cantando os seus bhajans, em grande êxtase devocional, até que por fim ela milagrosamente foi absorvida por uma deidade de Krishna em Dwarka.